# Erich Campe
Erich Campe (* 1. Februar 1912 in Berlin-Heinersdorf; † 5. Mai 1977) war ein deutscher Boxer. 

## Karriere
Erich Campe begann mit 13 Jahren beim Verein Teutonia Berlin mit dem Boxen. 
1932 wurde Campe in München erstmals Deutscher Meister im Weltergewicht. Mit diesem Erfolg qualifizierte er sich für die Olympischen Spiele im selben Jahr in Los Angeles. Hier kämpfte sich der erst 20-jährige Campe nach Siegen über den Japaner Aikoku Hirabayashi, den Dänen Carl Jensen und den Finnen Bruno Ahlberg überraschend ins Finale. In diesem stand ihm der US-Amerikaner Edward Flynn gegenüber, dem er nach Punkten unterlag. Nach diesem Kampf erhielt er vom damaligen IOC-Präsidenten Henri de Baillet-Latour ein ungewöhnliches Lob. Dieser sagte, Campe habe am eindeutigsten dem Begriff des ritterlichen Olympiakämpfers entsprochen.
1934 wurde Campe mit einem Sieg über Michael Murach wieder Deutscher Meister und startete auch bei den Europameisterschaften in Budapest, bei denen er jedoch bereits im Viertelfinale gegen den späteren Bronzemedaillengewinner Ole Roisland ausschied. 
Auch 1936 konnte Campe gegen Murach den Deutschen Meistertitel gewinnen. Bei einem internationalen Turnier 1937 in Berlin schlug Campe, nun im Mittelgewicht (bis 75 kg) startend, den Franzosen Jean Despeaux, bevor er im Halbfinale gegen Adolf Baumgarten verlor. Baumgarten unterlag er auch im Finale der Deutschen Meisterschaften 1938.

### Profi
Wie viele seiner Weggefährten kämpfte Campe nach dem Zweiten Weltkrieg nochmal als Profi. Er bestritt von 1946 bis 1949 17 Kämpfe, von denen er nur fünf gewann und sieben verlor. Fünf Kämpfe endeten unentschieden. Er unterlag u. a. Gustav Eder und Dieter Hucks in Kämpfen um den Deutschen Meistertitel im Halbschwergewicht (bis 81 kg), sowie Conny Rux und Hans Stretz jeweils nach Punkten.